# Timpà de Cabestany
El timpà de Cabestany és una peça escultòrica romànica de l'església parroquial de Santa Maria de Cabestany, del poble de Cabestany, pertanyent a la comarca del Rosselló, a la Catalunya del Nord.
És la peça més important del mestre del mateix nom, i la que el va donar a conèixer públicament. Quan fou descoberta el 1934, la perfecció de les seves formes alertà els investigadors, que a partir de la troballa de la peça començaren la cerca de la resta de la producció conservada del mateix autor. Es tracta d'un timpà de marbre blanc, d'uns dos metres d'ample per quasi un d'alt, amb un gruix mitjà d'uns quinze centímetres. Està mutilat en la part superior i la seva forma és trapezoïdal. La peça va ser descoberta quan era al cantó sud de l'església de Santa Maria de Cabestany, i hom la traslladà a una capella lateral del cantó nord, on encara roman. La seva procedència original ha estat discutida. Mentre molts estudiosos opinen que es tractaria d'un timpà de porta, que podria ser de la mateixa església o d'una altra de propera, altres investigadors indiquen que podria ser la tapa d'un sarcòfag antic, per la seva forma trapezoïdal i per tenir figures esculpides a la part inferior. Hom ha suggerit, però, que la part inferior seria el marc de la porta d'entrada, i que les figures que hi ha esculpides s'haurien vist des de sota.

La part superior conté tres escenes principals: a l'esquerra es veu Crist mentre treu del sepulcre la Mare de Déu en presència dels apòstols Pere i Joan. A la dreta l'Assumpció, amb una forma en una disposició molt similar a la d'un capitell de Rius de Menerbés, obra del mateix mestre. Al centre, el Crist beneint, entre la Mare de Déu i l'incrèdul sant Tomàs que sosté el cinturó amb símbols en forma d'ametlla que ha rebut de santa Maria. En la part inferior hi ha un fris amb petits animals, com lleons i micos, que podrien ser una al·lusió al salm 91, 13:
| « | trepitjaràs lleopards i escurçons, passaràs sobre lleons i sobre dracs | » |

| Fragments del Timpà de Cabestany              | Fragments del Timpà de Cabestany  | Fragments del Timpà de Cabestany                    | Fragments del Timpà de Cabestany | Fragments del Timpà de Cabestany |
| --------------------------------------------- | --------------------------------- | --------------------------------------------------- | -------------------------------- | -------------------------------- |
| Jesucrist traient la Mare de Déu del Sepulcre | Vora inferior del timpà, esquerra | Jesucrist beneint entre la Mare de Déu i Sant Tomàs | Vora inferior del timpà, dreta   | L'Assumpció de la Mare de Déu    |
| Jesucrist traient la Mare de Déu del Sepulcre | Vora inferior del timpà, esquerra | Jesucrist beneint entre la Mare de Déu i Sant Tomàs | Vora inferior del timpà, dreta   | L'Assumpció de la Mare de Déu    |